# Розеттский камень
Розе́ттский ка́мень — стела из гранодиорита, найденная в 1799 году в Египте возле небольшого города Розетта (теперь Рашид), недалеко от Александрии, с выбитыми на ней тремя идентичными по смыслу текстами, в том числе двумя на египетском языке — начертанными египетскими иероглифами и египетским демотическим письмом, которое представляет собой сокращённую скоропись эпохи позднего Египта, и одним на древнегреческом языке. Древнегреческий был хорошо известен лингвистам, и сопоставление трёх текстов послужило отправной точкой для расшифровки египетских иероглифов. С 1802 года Розеттский камень хранится в Британском музее (инвентарный номер EA 24).
Текст камня представляет собой благодарственную надпись, которую в 196 году до н. э. египетские жрецы адресовали Птолемею V Эпифану, монарху из династии Птолемеев. Начало текста: «Новому царю, получившему царство от отца»… В эллинистический период многие подобные документы в пределах греческой ойкумены распространялись в двух- или трёхъязычном виде, что и сослужило впоследствии добрую службу лингвистам.
Камень был обнаружен 15 июля 1799 года лейтенантом французских войск в Египте Пьером Бушаром при сооружении форта Сен-Жюльен близ Розетты на западном рукаве дельты Нила. Офицер понял важность камня как потенциального ключа к расшифровке иероглифов и отправил находку в Каир, где за год до этого по приказу Наполеона был открыт Институт Египта. В 1801 году французы потерпели в Александрии поражение от англичан и были вынуждены передать им камень вместе с рядом других памятников.

## Описание
Розеттский камень имеет высоту 114,4 см, ширину 72,3 см и толщину 27,9 см. Он весит примерно 760 кг. На камне имеются три надписи: в верхней части — древнеегипетские иероглифы, посередине — демотический текст, и в нижней части — текст на древнегреческом языке. Передняя поверхность полированная с вырезанными надписями на ней. Обратная сторона грубо обработана.
Розеттский камень, внесённый в каталог предметов, обнаруженных французской экспедицией, и переданный британским войскам в 1801 году, как «камень из чёрного гранита, имеющий три надписи иероглифами, египетском и греческом, найденный при Розетте». В более поздних описаниях, с 1847 года, камень упоминался как чёрный базальт. Однако в 1999 г. анализ небольшой части камня во время работ в Британском музее показал, что это гранодиорит — магматическая интрузивная горная порода переходного между гранитом и диоритом состава.
Спустя некоторое время после прибытия камня в Лондон надписи на камне были окрашены белым мелом, чтобы сделать их более различимыми, а остальная поверхность была покрыта слоем карнаубского воска, предназначенного для защиты от пальцев посетителей. Это придало тёмный цвет камню, что привело к ошибочной идентификации как чёрного базальта. Когда камень был очищен в 1999 году, был выявлен тёмно-серый оттенок, блеск его кристаллической структуры, а также розовые прожилки в верхнем левом углу.
В течение 1802 года с камня было выполнено четыре гипсовых слепка, которые были переданы в университеты Оксфорда, Кембриджа и Эдинбурга и в Тринити-колледж (Дублин). Вскоре после этого были сделаны отпечатки надписи и распространены среди европейских учёных.
В 1802 году камень был передан в Британский музей, где он находится по сей день. Новые надписи, нанесённые на левой и правой гранях плиты и окрашенные в белый цвет, гласят: «Захвачено в Египте Британской армией в 1801 году» и «Передано в дар королём Георгом III». В середине XIX века камню был присвоен инвентарный номер «EA 24», где «EA» — сокращение от англ. «Egyptian Antiquities».
По данным музея, розеттский камень является наиболее посещаемым одиночным объектом и в течение нескольких десятилетий открытки с его изображением были самыми продаваемыми.

## Исходная стела
Камень является фрагментом большой стелы, происходящей, вероятно, из Саиса (расположенного в дельте вверх по течению розеттского рукава Нила). При последующих поисках в Розетте никаких дополнительных фрагментов не было найдено. Из-за повреждений ни один из трёх текстов не является абсолютно полным. Греческий текст содержит 54 строки, из которых первые 27 сохранились в полном объёме, а остальные частично утрачены в связи с диагональным отколом в правом нижнем углу камня. Демотический текст сохранился лучше остальных: это 32 строки, из которых у 14 первых слегка повреждена правая сторона. Иероглифический текст пострадал больше всего. Сохранились только последние 14 строк иероглифического текста, все они отколоты на правой стороне, 12 — на левой.
Полная длина иероглифического текста и общий размер первоначальной стелы, фрагментом которой является розеттский камень, может быть оценена на основе сопоставления со стелами, которые сохранились. Из сравнений можно предположить, что дополнительные 14 или 15 строк иероглифических надписей, отсутствующих в верхней части розеттского камня, составляли ещё 30 сантиметров. В дополнение к надписи, вероятно, была сцена, изображающая царя, представленного богам, увенчанная крылатым диском. Первоначальная высота стелы была, вероятно, около 149 сантиметров.

## Толкование текстов
До открытия розеттского камня и его последующей расшифровки у лингвистов не было понимания древнего египетского языка и письменности. В поздний период правления фараонов использование иероглифического письма становится все более специализированным; в IV веке нашей эры немногие египтяне были способны читать иероглифы.
Использование иероглифов для монументальных надписей прекратилось после закрытия всех нехристианских храмов в 391 году по приказу римского императора Феодосия I; последняя известная надпись, найденная в Филе, датируется 24 августа 396 года.
Расшифровкой египетских текстов на камне параллельно занимались русский языковед Иван Гульянов, французский востоковед Сильвестр де Саси, шведский дипломат Давид Окерблад, английский учёный Томас Юнг и французский исследователь Жан-Франсуа Шампольон. Гульянов издал свой анализ в 1804 году.
В 1822 году Шампольон совершил прорыв в деле дешифровки иероглифов, использовав метод, ставший ключом к пониманию египетских текстов. Этому учёному удалось прочитать обведённые картушем иероглифы, обозначавшие имена «Птолемей» и «Клеопатра», однако его дальнейшее продвижение тормозило господствовавшее мнение о том, что фонетическая запись стала применяться только в Позднее царство или эллинистический период для обозначения греческих имён. Однако вскоре он натолкнулся на картуши с именами фараонов Рамсеса II и Тутмоса III, правивших в Новое царство. Это позволило ему выдвинуть предположение о преимущественном применении египетских иероглифов не для обозначения слов, а для обозначения согласных звуков и слогов. Расшифровка древнего языка стала всеобщим достоянием после публикации его труда «Египетская грамматика» в 1841 году. Открытие Шампольона дало толчок дальнейшему активному изучению египетской иероглифической письменности.

### Греческий текст
Древнегреческий язык был широко известен учёным, но детали его использования в эллинистический период как государственного языка в Египте Птолемеев были не столь известны. В апреле 1802 года Стивен Вестон устно представил английский перевод греческого текста на заседании общества антикваров. Тем временем две из литографических копий, сделанных в Египте, достигли Института Франции. Там библиотекарь и антиквар Габриэль де Ла Порт дю Тейл приступил к работе над переводом греческого языка. Почти сразу же он по приказу Наполеона был направлен в другое место. Он оставил свою незаконченную работу Юберу Паскалю Амейлону, который в 1803 году выпустил первый опубликованный перевод греческого текста на латинском и французском языках для обеспечения широкого распространения. В Кембридже Ричард Порсон работал над утерянным греческим текстом в правом нижнем углу. Он создал предполагаемую реконструкцию, которая вскоре распространилась в обществе антикваров.
Перевод греческого текста на русский язык выполнил Арон Гуревич.

### Демотический текст
Тайны демотического текста удалось открыть достаточно быстро. На момент открытия камня в Египте шведский дипломат и учёный Давид Окерблад работал над малоизвестными текстами, которые незадолго до того были найдены в Египте (сегодня они известны как демотические). Французский востоковед Сильвестр де Саси в 1801 году получил от французского министра внутренних дел Жана Антони Шапталя один из первых литографических отпечатков розеттского камня. Саси понял, что средний текст имел ту же систему письма, что и тексты, над которыми работал Окерблад. Саси и Окерблад приступили к работе, фокусируясь на среднем тексте и считая, что система письма была алфавитной.
Они попытались отыскать в демотической надписи повторяющиеся группы знаков, удалённые друг от друга на промежуток, пропорциональный расстоянию между соответствующими сходными именами греческого текста. В 1802 году Сильвестр де Саси сообщил Шапталю, что он успешно определил пять имён («Александр», «Александрия», «Птолемей», «Арсиноя» и прозвище Птолемея «Епифан»), а Окерблад опубликовал алфавит из 29 букв, которые он выделил из греческих имён в демотический текст. Однако они не смогли определить все остальные символы в демотическом тексте, который, как теперь известно, включает идеографические и другие символы наряду с фонетическими.

### Иероглифический текст
Расшифровка иероглифического варианта текста представлялась сложной задачей для учёных, так как на тот момент иероглифическое письмо было почти не исследовано. Много споров было о самом значении иероглифов — фонетичны ли они (то есть обозначает иероглиф звуки, а не слова) или нет. Важный вклад в расшифровку египетских иероглифов внёс французский учёный Жан-Франсуа Шампольон, который сначала от мысли о символичности иероглифов перешёл к тому, что только иностранные имена и названия пишутся, используя иероглифы как звуки, и только потом, проведя сравнение иероглифов и коптского языка, установил их родственность, что стало гигантским шагом вперёд для египтологии. Таким образом было установлено, что поздние египетские иероглифы фонетичны. Следует добавить, что иероглифические надписи на камне идут справа налево, что является традиционным для древнеегипетского написания. Однако в других надписях встречаются написание сверху вниз и слева направо. Порядок чтения иероглифов (слева направо или справа налево) можно установить по тому, куда направлены головы людей и животных, являющихся иероглифами, — они всегда смотрят в начало строки. Если же читать надо сверху вниз, то текст будет разделён на колонки длинными прямыми линиями.

## Вопросы о возвращении в Египет
Впервые притязания на Розеттский камень высказал руководитель «Верховного совета древностей Египта» Захи Хавасс на 250 юбилее Британского музея, назвав артефакт «иконой египетской идентичности». Два года спустя он перечислил важные для египетского наследия объекты, среди которых помимо Розеттского камня были бюст Нефертити (Египетский музей Берлина), статуя Хемиуна (Музей Рёмера и Пелицэуса в Хильдесхайме, Германия), Дендерский Зодиак (Лувр, Париж), бюст Анкхафа (Музей изящных искусств (Бостон), США).
В 2005 году Британский музей подарил Египту полноразмерную копию Камня, которую установили недалеко от места обнаружения. В ноябре 2005 года Хавасс просил предоставить Камень сроком на 3 месяца для выставки в Египте, вновь напомнив об окончательном возвращении артефакта. В 2009 году Хавасс обещал забыть требования о возвращении, если Британский музей предоставит стелу во временную экспозицию на период открытия Большого Египетского музея в 2013 году. Просьбу отклонили.
Среди национальных музеев превалирует жёсткое неприятие идеи репатриации памятников культурного наследия человечества. Объясняется это тем, что «приобретённые в прежние времена предметы должны рассматриваться в свете различных восприятий и ценностей, отражающих эту раннюю эпоху», а также «музеи служат не гражданам одной нации, а людям всех наций». Более того, своей известностью и значением Розеттский камень обязан именно тому обстоятельству, что в своё время он был перемещён в Европу, а не остался в Африке.

## Названы в честь Розеттского камня
- Rosetta Stone — программное обеспечение, помогающее усвоить иностранный язык
- Динамический транслятор Rosetta, предназначенный для запуска программ для процессоров Power PC на компьютерах Apple с процессорами x86, а также программ для процессоров x86 на компьютерах с процессорами серии M.
- Международное объединение лингвистов и носителей языка Проект «Розетта»
- Проект распределённых вычислений Rosetta@home
- Rosetta Stone — британская музыкальная группа, исполнявшая готик-рок
- «Rosetta Stoned» — трек американской рок-группы Tool.
- Rosetta — космический аппарат со спускаемым аппаратом, названным в честь острова Филы
- «BBC: Древний Египет. Великое открытие. Часть 5: Тайна Розеттского камня» — документальный фильм (русская версия)
- Double Dragon 3: The Rosetta Stone — видеоигра для ряда игровых платформ
- Rosetta Code[англ.] — хрестоматия, сборник решений различных алгоритмических задач на как можно большем количестве языков программирования